# Mellan Laxselet
Mellan Laxselet är en sjö i Arjeplogs kommun i Lappland och ingår i Skellefteälvens huvudavrinningsområde.